# Emily Booth
Pour les articles homonymes, voir Booth.
Emily Booth est une actrice et présentatrice de télévision anglaise née le 26 avril 1976 à Chester (Royaume-Uni).

## Biographie
Présentatrice à la télévision anglaise sur la chaine Channel 4 et actrice, Emily Booth (parfois créditée sous le nom de Emily Bouffante) fait ses débuts au cinéma par une apparition non créditée Event Horizon, le vaisseau de l'au-delà (1997). Elle apparaît ensuite dans plusieurs films d'horreur britanniques tels que Pervirella (1997) et Cradle of Fear (2001), de Alex Chandon ou encore Evil Aliens (2005), de Jake West. En 2007, elle apparaît dans l'un des segments du film Grindhouse, de Robert Rodriguez. Elle retrouve ensuite Jake West pour le tournage du film Doghouse (2009).

## Filmographie

### Cinéma
- 1997 : Event Horizon, le vaisseau de l'au-delà de Paul W.S. Anderson : Fille du moniteur
- 1997 : Pervirella de Alex Chandon : Pervirella
- 1998 : Witchcraft : Linnaca
- 2000 : Sacred Flesh : La fille
- 2001 : Inferno : Laura
- 2001 : Cradle of Fear de Alex Chandon : Melissa
- 2002 : Arthur's Amazing Things : Denise Clarington-Semi-Skimmed
- 2002 : Fallen Angels : Sally Munro
- 2003 : Spiderbabe : Fly Girl
- 2005 : Evil Aliens de Jake West : Michelle Fox
- 2007 : Grindhouse de Robert Rodriguez : (segment "Don't")
- 2009 : Doghouse de Jake West : Sniper
- 2011 : Inbred : June
- 2011 : Hotel Caledonia : Mags Pertwee
- 2011 : The Reverend : Tracy
- 2011 : Habeas Corpus (segment « S.C.U.M. ») : Pliers
- 2012 : After Death : Hazel
- 2012 : Three's a Shroud : (segment "Over Developed")
- 2014 : Selkie : Selkie
- 2017 : Blaze of Glory (segment « Precious ») : Lea-anne
- 2016 : London Horror Story : Angry Woman
- 2018 : Dead Love : Table
- 2019 : Shed of the Dead : Harriet
- 2019 : Turn Off Your Bloody Phone: FFIDENT20 : Barbara
- 2020 : They're Outside : Penny
- 2022 : Darkheart Manor : Hazel
- 2023 : Terror Toons 4 : La scientifique
- 2023 : Werewolf Santa : Carol
- 2025 : Electric Meat

### Télévision
- 1999 : Threesome (série télévisée) (4 épisodes) : Eve
- 2002 : Blue Review (série télévisée) : Présentatrice
- 2002 : OutTHERE (série télévisée) : Eden
- 2003 : Shock Movie Massacre  (série télévisée) (4 épisodes)
- 2009 : Emily Booth's GoreZone Magazine Movie Massacre (série télévisée) : Emily Booth/Princesse of the Demons